# Маркер, Стив
Стив Маркер (англ. Steve Marker, 16 марта 1959) — американский рок-музыкант и автор песен, наиболее известный как гитарист и клавишник шотландо-американской рок-группы Garbage.

## Биография

### Ранние годы
Стивен Маркер родился в Миннеаполисе, Миннесота 16 марта 1959 года. Большую часть своего детства и юности Стив провёл в небольшом городке Мамаронеке. Когда Маркеру исполнилось 6 лет, родители купили ему ударную установку, однако в 12 лет он увлёкся игрой на гитаре. Учился в средней школе «Rye Neck» в Мамаронеке. После окончания учёбы Стив переехал в Мэдисон, где в университете Висконсина он познакомился с Бутчем Вигом. Виг предложил Маркеру стать музыкантом в группе Spooner, и тот согласился.

### Карьера
В 1983 году Мэдисоне Стив Маркер и Бутч Виг открыли студию звукозаписи Smart Studios. Вместе они занимались продюсированием различных музыкальных коллективов. Однако в 1993 году музыканты решили создать собственную группу. В 1994 году Стив Маркер увидел на MTV, в рамках шоу «120 Minutes», видеоклип «Suffocate Me» шотландской группы Angelfish, вокалистом которой была Ширли Мэнсон. Музыкантам понравилась Ширли Мэнсон и в 1994 сформировался музыкальный проект Garbage.

### Личная жизнь
В настоящее время Стив Маркер проживает в Мамаронеке, женат и имеет дочь Руби (родилась в марте 2000 года).

## Дискография

### Garbage
Студийные альбомы
- Garbage (1995)
- Version 2.0 (1998)
- Beautiful Garbage (2001)
- Bleed Like Me (2005)
- Not Your Kind of People (2012)
- Strange Little Birds (2016)

Сборники
- Special Collection (2002)
- Absolute Garbage (2007)

## Продюсирование
Стив Маркер являлся продюсером или сопродюсером следующих альбомов:
- 1984: Killdozer — Intellectuals Are the Shoeshine Boys of the Ruling Elite
- 1985: Killdozer — Snakeboy
- 1992: Gumball — Wisconsin Hayride
- 1993: The Heart Throbs — Vertical Smile
- 1995: Garbage — Garbage
- 1998: Garbage — Version 2.0
- 2001: Garbage — Beautiful Garbage
- 2005: Garbage — Bleed Like Me

Он также был инженером альбомов:
- 1987: Tar Babies — Fried Milk
- 1989: Killdozer — Twelve Point Buck
- 1990: Poopshovel — I Came, I Saw, I Had A Hotdog
- 1992: L7 — Bricks Are Heavy